# نيت فانك
نيت فانك (7 نوفمبر 1983 في الولايات المتحدة - ) (بالإنجليزية: Nate Funk)‏ هو لاعب كرة سلة أمريكي في مركز هجوم صغير الجسم. لعب مع إسبارن بريمرهافن.

## وصلات خارجية
- نيت فانك على موقع كلية كرة السلة في سبورتس رفرنس.كوم (الإنجليزية)
- نيت فانك على موقع ريلجم (الإنجليزية)
- نيت فانك على موقع بروبوليرز (الإنجليزية)